# Władysław Kochański (oficer AK)
Władysław Kochański ps. Bomba, Wujek (ur. 7 listopada 1918 w Stanisławowie, zm. 12 grudnia 1980 w Krakowie) – kapitan piechoty Wojska Polskiego i Armii Krajowej, dowódca oddziału partyzanckiego, cichociemny, jeden z przywódców polskiej samoobrony na Wołyniu.

## Wojna obronna 1939 i PSZ na Zachodzie
Podczas wojny obronnej Polski w 1939 służył w 48 pp w Stryju na stanowisku dowódcy obrony przeciwlotniczej. Po klęsce wrześniowej przedostał się na Węgry, gdzie internowano go w obozie Magyrovar. Po ucieczce z obozu przedostał się do Francji i trafił do obozu szkoleniowego w Coëtquidan, gdzie objął stanowisko dowódcy plutonu ciężkich karabinów maszynowych w szkole podchorążych. Brał czynny udział w walkach o Francję w 1940 w składzie batalionu przeciwpancernego 4 Dywizji Piechoty. W końcu czerwca 1940 ewakuował się do Wielkiej Brytanii na kontrtorpedowcu „Viscont”. Na Wyspach otrzymał przydział do 2 batalionu strzelców „Kratkowane Lwiątka” wchodzącego w skład Brygady Strzelców, gdzie dowodził plutonem ckm.

## Służba wojskowo-konspiracyjna w kraju 1942-43
Od 13 października 1941 do 6 czerwca 1942 odbywał służbę w Samodzielnej Brygadzie Spadochronowej.
Zgłosił się do służby w kraju. Przeszedł specjalny kurs szkolenia dywersyjnego – cichociemnych w Audley End, ukończony 18 sierpnia 1942. Na okupowane tereny Polski zrzucono go w nocy z 1 na 2 września 1942 w ramach operacji „Chickenpox”. Lądowanie odbyło się na placówce odbioru „Rogi”, 16 km na północny wschód od Grójca.
Po okresie aklimatyzacji w Warszawie „Bomba” został przydzielony do II odcinka sieci „Wachlarz” na Wołyniu, gdzie pełnił funkcję dowódcy ośrodka dywersyjnego Kowel-Sarny, działającego w kierunku Kijowa. Kiedy „Wachlarz” został rozwiązany, skierowano go do służby w strukturach Okręgu Wołyń AK. 8 lipca 1943 inspektor rówieński Armii Krajowej, kpt. Tadeusz Klimowski „Ostoja” powierzył „Bombie” zadanie odbudowy sieci konspiracyjnej na terenie powiatu kostopolskiego, rozbitej wskutek aresztowań niemieckich. Kochański zatrzymał się wówczas we wsi Wyrka, w sąsiedztwie Huty Stepańskiej.
W wykonaniu zadania przeszkodziła mu nasilająca się antypolska akcja UPA. Po rozpoczęciu „rzezi wołyńskiej” Kochański objął dowodzenie nad ośrodkiem samoobrony w Hucie Stepańskiej, gdzie schroniło się około 5000 Polaków. 7 lipca 1943 UPA rozpoczęła koncentrację w tym rejonie, a 16 lipca upowcy, przygotowując się do ataku, spalili 15 miejscowości przylegających do Huty Stepańskiej. Uderzenie UPA rozpoczęło się tego samego dnia. Bój był zacięty, wielokrotnie dochodziło do walki wręcz. Po 32 godzinach walki Kochański widząc przewagę Ukraińców zdecydował przebijać się poza pierścień oblężenia wraz z ludnością. Plan ten częściowo się powiódł. Ludność cywilną ewakuowano w rejon Wydymeru pod Włodzimiercem, skąd rozjechała się do Kowla, Sarn i Przebraża. W obronie Huty Stepańskiej zginęło około 40 członków samoobrony a sam „Bomba” został ranny w rękę. Ponad 600 cywilów zostało wymordowanych przez banderowców podczas ataku na polskie wsie przylegające do bazy samoobrony lub w trakcie ewakuacji Huty Stepańskiej, gdy przed przerwaniem okrążenia doszło do wybuchu paniki i część ludności próbowała ucieczki na własną rękę.
W połowie lipca 1943 „Bomba” zorganizował na polecenie dowództwa blisko 500-osobowy oddział partyzancki, który operował w rejonie Huty Starej w powiecie kostopolskim, gdzie mieściła się baza polskiej samoobrony. Trzon oddziału stanowili dawni obrońcy Huty Stepańskiej. W ciągu następnych pięciu miesięcy oddział „Bomby” stoczył w powiecie kostopolskim szereg potyczek z oddziałami UPA, ratując tysiące Polaków od śmierci z rąk upowców. Prowadził również walkę z Niemcami współpracując niekiedy z sowiecką partyzantką, w tym ze słynnym oddziałem Kowpaka.
6 września 1943 jego oddział wraz z grupą sowieckiej partyzantki złożonej z Polaków stoczył pod wołyńską wsią Wilia bitwę z oddziałem Siczy Poleskiej, w której zginął m.in. Iwan Mitrynga. Jednakże polska strona starcia poniosła ciężkie straty (23 zabitych) i była zmuszona do wycofania się.
Największe zwycięstwo „Bomba” odniósł 16 listopada 1943 pod Moczulanką, gdzie przy współpracy z sowieckim oddziałem partyzanckim ze zgrupowania Szytowa, dowodzonym przez kapitana Kotlarowa, zdołał rozbić i częściowo rozproszyć liczące blisko 1200 ludzi zgrupowanie UPA, przeprowadzające atak na bazę samoobrony w Hucie Starej. Po tej klęsce upowcy nie odważyli się już więcej zaatakować Huty Starej.
Oddział „Bomby” stanowił poważną siłę, bo liczył blisko 700 dobrze uzbrojonych żołnierzy i nie czuł się zagrożony z zewnątrz. Odbywał długie rajdy dla zapewnienia bezpieczeństwa Polakom, a także dla demonstracji siły. W drugiej połowie grudnia 1943 „Bomba” (awansowany w międzyczasie do stopnia kapitana) skierował oddział z powrotem do Starej Huty, gdzie zamierzał spędzić święta Bożego Narodzenia.

## Aresztowanie i powrót do kraju z więzienia w ZSRR
W grudniu 1943 „Bomba” zatrzymał się ze swym oddziałem w miejscowości Bronisławka. Otrzymał wówczas wiadomość, że jeden z dowódców partyzantki radzieckiej, generał Naumow, chce się z nim zobaczyć, zapraszając do swego sztabu w niedalekiej wiosce Zawołcze. „Bomba” pojechał tam w towarzystwie porucznika „Strzemię” i księdza Leona Śpiewaka „Oboźnika” wraz z kilkoma podoficerami eskorty. Podczas biesiady w Zawołczu cała polska grupa została rozbrojona i zaaresztowana. Oddział radziecki ruszył w pośpiesznym marszu na wschód. Podczas odpoczynku żołnierze eskorty zostali zastrzeleni, a kpt. „Bomba”, por. „Strzemię” i ks. „Oboźnik” odstawieni do Kijowa, a później do Moskwy.
Strata dowództwa doprowadziła do częściowego rozkładu oddziału „Bomby”. Po aresztowaniu i porwaniu Kochańskiego jego oddział został znacznie zredukowany, wielu żołnierzy przeszło do samoobrony, wielu wycofało się z walki.
W Moskwie „Bombę” sądzono i skazano na karę 25 lat więzienia, jako przedstawiciela „obcej agentury”. Po czterech latach pobytu w więzieniu w Moskwie, został skierowany na Kamczatkę do kopalni miedzi. Sterany, ze zniszczonym zdrowiem, powrócił do kraju w grudniu 1956 roku. W 1957 ożenił się z Wandą Chołoniewską (córką Stanisława, kapitana WP z okresu II RP). Podjął pracę oraz studia w Wyższej Szkole Ekonomicznej w Krakowie uzyskując w 1963 r. tytuł magistra. Zmarł bezpotomnie 12 grudnia 1980 roku w Krakowie, przeżywszy 62 lata.

## Odznaczenia
- Krzyż Srebrny Orderu Virtuti Militari nr 13023
- Krzyż Kawalerski Orderu Odrodzenia Polski
- Krzyż Walecznych
- Złoty Krzyż Zasługi z Mieczami
- Medal Wojska
- Krzyż Armii Krajowej - 1968 r.